# オイラー予想
オイラー予想（オイラーよそう、Euler's sum of powers conjecture）とは、スイスの数学者レオンハルト・オイラーが提唱した、フェルマーの最終定理を発展させた数学的予想である。現在では、反例によってこの予想は偽である（正しくない）ことが証明されている。

## 予想の内容
オイラーはフェルマーの最終定理の n = 3 のとき、すなわち
x3 + y3 = z3
を満たす自然数の解 (x, y, z) は存在しないことを証明した。
ここから、フェルマーの最終定理を拡張して、
x4 + y4 + z4 = w4
を満たす自然数の解 (x, y, z, w) は存在しない、と予想した。
同様に
x5 + y5 + z5 + w5 = v5
x6 + y6 + z6 + w6 + v6 = u6
を満たす自然数の解も存在しない、とした。
すなわち、n > 3 とすると、n − 1 個の n 乗数の和を1個の n 乗数で表すことはできないということを示唆した。
これが、オイラー予想である。

## 歴史
オイラーの発表以降、比較的小さな自然数では反例を見つけることができず、長い間正しいと信じられてきた。
しかし1966年にレオン・J・ランダーとトーマス・R・パーキンによって n = 5 の場合の反例として解 (27, 84, 110, 133, 144) が発見され、275 + 845 + 1105 + 1335 = 1445 が成り立つことが確認された。これには当時世界最速のスーパーコンピュータであったCDC 6600が用いられた。
この発見から n = 4 の場合も反例がある可能性があるとして研究が続けられ、1986年にハーバード大学のノーム・エルキーズ(Noam Elkies)が、楕円曲線論とコンピュータを用いて発見した。その反例は 26824404 + 153656394 + 187967604 = 206156734 という複雑なものだった。この発見と同時に解は無限に存在することも確認され、約200年間未解決となっていたオイラー予想は、否定的に解決された。
また、2004年にはジム・フライによってn=5の場合の反例852825 + 289695 + 31835 + 555 = 853595が発見された。

## 例

プラトン数での一例、3³ + 4³ + 5³ = 6³

箇条書きされている式は、n − 1 個の n 乗数の和を1個の n 乗数で表すオイラー予想の反例である。
そうではない式は、n 個の n 乗数の和を1個の n 乗数で表すオイラー予想に従う例である。

### k= 4
958004 + 2175194 + 4145604 = 4224814  (R. Frye, 1988)
304 + 1204 + 2724 + 3154 = 3534 (R. Norrie, 1911)
（R. Norrie によって最小の解であることが示されている。）

### k= 5
275 + 845 + 1105 + 1335 = 1445  (Lander & Parkin, 1966)
195 + 435 + 465 + 475 + 675 = 725 (Lander, Parkin, Selfridge, smallest, 1967)
215 + 235 + 375 + 795 + 845 = 945  (Lander, Parkin, Selfridge, second smallest, 1967)
75 + 435 + 575 + 805 + 1005 = 1075  (Sastry, 1934, third smallest)

### k= 7
1277 + 2587 + 2667 + 4137 + 4307 + 4397 + 5257 = 5687  (M. Dodrill, 1999)

### k= 8
908 + 2238 + 4788 + 5248 + 7488 + 10888 + 11908 + 13248 = 14098  (S. Chase, 2000)